# Sébastien Chabaud
Sébastien Chabaud és un exfutbolista professional francès, que ocupava la posició de migcampista. Va nàixer a Marsella el 9 de març de 1977.
Va començar als equips francesos de l'AS Cannes i l'AS Nancy. El 2003 es trasllada a la lliga belga per militar al Charleroi. Romandria una campanya a l'equip català del Nàstic de Tarragona, per jugar després de nou a Bèlgica, primer al Germinal Beerschot i posteriorment de nou al Charleroi.